# رایور کروز
رایور کروز (انگلیسی: Rayver Cruz؛ زادهٔ ۲۰ ژوئیهٔ ۱۹۸۹) بازیگر تلویزیون اهل فیلیپین است. وی از سال ۱۹۹۳ میلادی تاکنون مشغول فعالیت بوده است.
از فیلم‌ها یا برنامه‌های تلویزیونی که وی در آن نقش داشته است می‌توان به سینکو اشاره کرد.